# سامغان
سامغان، از روستاهای نیشابور میباشد که در دو کیلومتری فولاد مبارکه خراسان از شمال به حسن آباد جنوب به عسگرآباد شرق به سیدآباد و غرب به خیرآباد منتهی میشود آب و هوا گرم و خشک شغل اکثر مردم کشاورزی و دامداری و، از اهالی نامدار این روستاحاج عزیزالله سامغانی،حاج سید جوادحسن آبادی،کربلایی حسین عسگر آبادی وحاج سید مسلم حسینی ثالث و حاج اسماعیل سامغانی (حجی)و حاج محمود سامغانی میباشد  
اول روستا کارگاه بزرگی افتتاح گردیده، بلوکه سیمانی پایه انگور،پایه فنس وجوشکاری واهنگری می‌باشد به مدیریت علی اکبرسامغانی،نوه حاج عزیزالله میباشد

## جمعیت
این روستا در دهستان مازول قرار دارد و براساس سرشماری مرکز آمار ایران در سال ۱۳۸۵، جمعیت آن ۱۲۸ نفر (۳۳خانوار) بوده است.